# Juani Castillo
Juan Castillo Barreto (Las Palmas de Gran Canaria, 3 de octubre de 1955) es un exfutbolista  y exentrenador español que se desempeñaba como delantero, generalmente por la izquierda.

## Clubes
| Club              | País   | Año       |
| ----------------- | ------ | --------- |
| U. D. Las Palmas  | España | 1974-1983 |
| R. C. D. Mallorca | España | 1983-1984 |
| C. D. Málaga      | España | 1984      |
| U. D. Las Palmas  | España | 1985-1987 |
| U. D. Telde       | España | 1985-1989 |